# Raginpert
Ne doit pas être confondu avec Régimpert.
Raginpert ou Ragimpert (né v. 655/660 — † 701), est brièvement roi des Lombards d'Italie en 701.

## Biographie
Raginpert est le fils du roi Godepert (661-662) et le petit-fils du roi Aripert (653-661), tous deux catholiques. En 662, lors du renversement et de l'assassinat de son père Godepert, Raginpert, encore bébé ou enfant, sera épargné du fait peut-être de son jeune âge par l'usurpateur Grimoald qui s'empara du royaume lombard. Raginpert, placé en lieu sûr, sera élevé par des fidèles de son père.
Devenu duc de Turin à la fin du VIIe siècle, il usurpe le pouvoir en 700 ou 701 après avoir renversé le jeune roi Liutpert et battu son tuteur Ansprand. Son règne ne dure pas car il meurt quelques mois après sa montée sur le trône de causes inconnues.
Il est le père d'Aripert, qui deviendra lui aussi roi des Lombards.

### Source primaire
- Paul Diacre, Histoire des Lombards, L. VI.

### Sources secondaires
- Gianluigi Barni, La conquête de l'Italie par les Lombards — VIe siècle — Les Événements. Le Mémorial des Siècles, Éditions Albin Michel, Paris (1975)  (ISBN 2226000712).